# Charaka

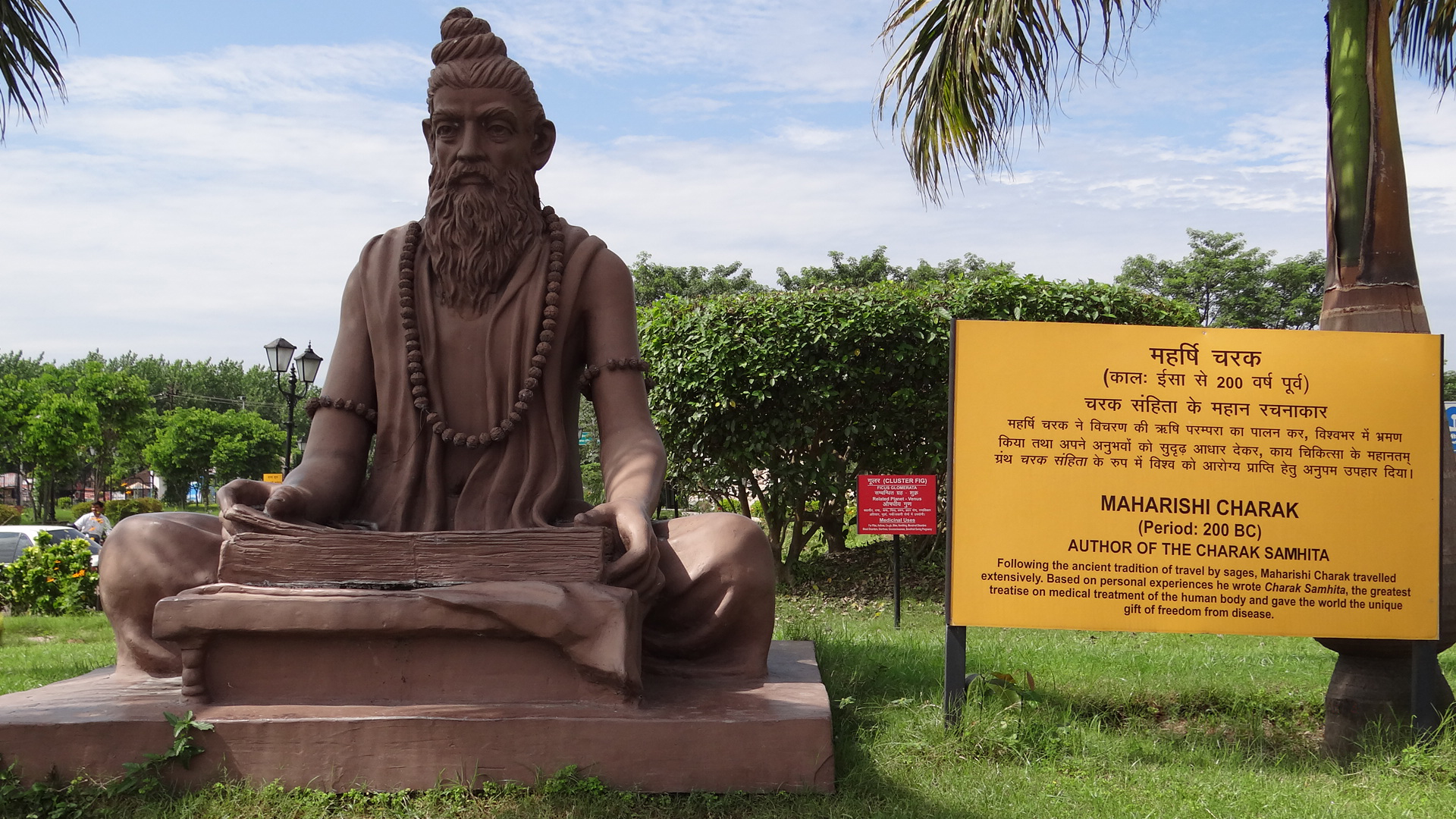

Charaka  (चरक, na escrita devanágari do sânscrito; século I a século II) foi um médico indiano ao qual lhe é atribuído o Charaka Samhita que, com o Sushruta Samhita (entre o século IV a.C. e o século III d.C.), são os textos fundamentais da medicina ayurveda (a tradicional da Índia).

## Etimologia
O nome provém de chara, "espia". É transliterado como caraka no sistema AITS (alfabeto internacional de transliteração sânscrita).

## Datação
Não se conhecem os pormenores da vida de Charaka. Acredita-se que teria nascido em uma família da casta sacerdotal brâmane
A primeira menção a Charaka aparece numa tradução para o chinês do Tripitaka budista de 427 d.C., que se refere a um Charaka como médico pessoal do rei caxemiriano Canisca I (r. 127–150).
O Charaka samhita, com o Sushruta Samhita (entre o século II a.C. e o século III d.C.), são os mais dois textos antigos que se conservam a respeito da medicina ayurveda (a tradicional da Índia).
Encontraram-se textos árabes do século VIII nos quais é mencionado Charaka.

## Lenda
Segundo o Bhagavata Purana (século XI), Charaka era a própria serpente divina Ananta Shesha, que numa ocasião visitou a Terra e descobriu que estava cheia de doenças, então —movido pela compaixão— encarnou-se como o filho de um muni (sábio meditador silencioso) para aliviar as doenças. Foi chamado de Charaka porque visitou a Terra disfarçado como um espia (chara). Então compôs um texto sobre medicina, baseado em trabalhos mais antigos de Agni Veśa e outros discípulos de Átreya.

## Escolas de medicina
Segundo a tradição charaka, há seis escolas de medicina, fundadas pelos discípulos do médico Punar Vasu Atreya (do qual se desconhece a época em que viveu.
Cada um desses discípulos (Agnivesha, Bhela, Jatukarna, Parashara, Harita e Ksharapani) escreveu um samhita (texto), dos quais o Agnívesha-samhita, que já não existe, mas se afirma que tinha 46 000 versos, e que era superior aos outros textos.
O Charaka samhita basear-se-ia no Agnivesha samhita.
Dridhabala, que viveu por volta de 400 d.C. copiou versículos desse texto no seu Chikitsa-sthana. O resto do texto ficou perdido.